# Noite de Cinema
Noite de Cinema foi um programa de televisão português, uma sessão de filmes exibida pela RTP1 semanalmente à noite. Esta foi uma das sessões mais famosas de televisão de sempre, onde se estrearam na RTP1 os mais célebres filmes da história da 7ª Arte.

## Filmes Exibidos no Noite de Cinema
Os filmes que foram estreados em televisão no "Noite de Cinema" foram dos mais variados tipos e os que mais fizeram sucesso na televisão, como demonstra a lista dos seguintes exemplos que apresentamos de filmes que foram estreados, exibidos ou reexibidos na rubrica "Noite de Cinema":

### 1968
| Dia de exibição     | Titulo do filme e ano           | País de origem | Elenco principal                                     | Tempo de exibição   |
| ------------------- | ------------------------------- | -------------- | ---------------------------------------------------- | ------------------- |
| 13 de março de 1968 | A História da Minha Vida (1941) | Estados Unidos | Charles Boyer, Olivia de Havilland, Paulette Goddard | 2 horas             |
| 21 de março de 1968 | Sejamos Alegres (1948)          | Estados Unidos | James Stewart, Joan Fontaine                         | 1 hora e 50 minutos |

### 1970
| Dia de exibição       | Titulo do filme e ano       | País de origem | Elenco principal                                                                     | Tempo de exibição   |
| --------------------- | --------------------------- | -------------- | ------------------------------------------------------------------------------------ | ------------------- |
| 6 de janeiro de 1970  | Os Grandes Aldrabões (1933) | Estados Unidos | Groucho Marx, Harpo Marx, Chico Marx, Zeppo Marx                                     | 1 hora e 30 minutos |
| 13 de janeiro de 1970 | Cocktail de Sogras (1951)   | Estados Unidos | Gene Tierney, John Lund                                                              | 1 hora e 50 minutos |
| 20 de janeiro de 1970 | A Minha Amiga Irma (1949)   | Estados Unidos | John Lund, Marie Wilson, Diana Lynn, Don DeFore, Dean Martin, Jerry Lewis            | 1 hora e 45 minutos |
| 27 de janeiro de 1970 | Eles no Colégio (1951)      | Estados Unidos | Dean Martin, Jerry Lewis, Ruth Hussey, Eddie Mayehoff, Marion Marshall, Polly Bergen | 1 hora e 45 minutos |

### 1973
| Dia de exibição         | Titulo do filme e ano             | País de origem | Elenco principal                                                                                               | Tempo de exibição   |
| ----------------------- | --------------------------------- | -------------- | --- | ------------------- |
| 2 de janeiro de 1973    | O Congresso que Dança (1931)      | Alemanha       | Lilian Harvey, Willy Fritsch                                                                                   |                     |
| Ciclo Robert Wise       |                                   |                | |                     |
| 9 de janeiro de 1973    | O Dia em que a Terra Parou (1951) | Estados Unidos | Michael Rennie, Patricia Neal, Hugh Marlowe                                                                    |                     |
| 16 de janeiro de 1973   | A Defensora das Aves (1952)       | Estados Unidos | Victor Mature, Patricia Neal, Edmund Gwenn, Larry Keating, Gladys Hurlbut, Hugh Sanders                        |                     |
| 23 de janeiro de 1973   | Ratos do Deserto (1953)           | Estados Unidos | Richard Burton, Robert Newton, James Mason                                                                     |                     |
| Ciclo Humor Europeu     |                                   |                | |                     |
| 30 de janeiro de 1973   | O Homem do Monóculo (1962)        | França         | Paul Meurisse, Elga Andersen, Gaia Germani                                                                     |                     |
| 6 de fevereiro de 1973  | Fim-de-semana em Londres (1964)   | França         | Robert Dhéry, Colette Brosset, Ronald Fraser                                                                   |                     |
| 13 de fevereiro de 1973 | O Marido Ideal (1947)             | Reino Unido    | Paulette Goddard, Michael Wilding, Diana Wynyard                                                               |                     |
| 20 de fevereiro de 1973 | Raparigas de Roma (1952)          | Itália         | Lucia Bosè, Renato Salvatori, Marcello Mastroianni                                                             |                     |
| 27 de fevereiro de 1973 | Totó Desceu à Cidade (1949)       | Itália         | Totò, Carlo Ninchi                                                                                             |                     |
| 6 de março de 1973      | Totó Rico e Pobre (1954)          | Itália         | Totò, Dolores Palumbo, Sophia Loren                                                                            |                     |
| Ciclo John Ford         |                                   |                | |                     |
| 13 de março de 1973     | A Patrulha Perdida (1934)         | Estados Unidos | Victor McLaglen, Boris Karloff, Wallace Ford, Reginald Denny                                                   |                     |
| 20 de março de 1973     | Tormenta a Bordo (1940)           | Estados Unidos | John Wayne, Thomas Mitchell, Ian Hunter                                                                        |                     |
| 27 de março de 1973     | A Caravana Perdida (1950)         | Estados Unidos | Ben Johnson, Joanne Dru, Harry Carey Jr., Ward Bond                                                            |                     |
| 3 de abril de 1973      | Os Dominadores (1949)             | Estados Unidos | Victor McLaglen, John Wayne, Joanne Dru, John Agar, Ben Johnson, Harry Carey Jr.                               |                     |
| 10 de abril de 1973     | Rio Grande (1950)                 | Estados Unidos | John Wayne, Maureen O'Hara, Ben Johnson                                                                        |                     |
| 17 de abril de 1973     | O Homem Tranquilo (1952)          | Estados Unidos | John Wayne, Maureen O'Hara, Barry Fitzgerald, Ward Bond                                                        |                     |
| Ciclo Cinema Português  |                                   |                | |                     |
| 4 de setembro de 1973   | Maria Papoila (1937)              | Portugal       | Mirita Casimiro, António Silva, Eduardo Fernandes, Alves da Costa                                              | 1 hora e 30 minutos |
| 11 de setembro de 1973  | A Menina da Rádio (1944)          | Portugal       | Maria Matos, António Silva, Ribeirinho, Maria Eugénia                                                          | 1 hora e 45 minutos |
| 18 de setembro de 1973  | A Vizinha do Lado (1945)          | Portugal       | Nascimento Fernandes, Lucília Simões, António Vilar, Madalena Sotto, Carmen Dolores, António Silva, Ribeirinho | 1 hora e 40 minutos |
| Ciclo Mann Desconhecido |                                   |                | |                     |
| 25 de setembro de 1973  | Estranho Pesadelo (1946)          | Estados Unidos | Brenda Marshall, William Gargan, Hillary Brooke                                                                | 1 hora e 10 minutos |

### 1974
| Dia de exibição     | Titulo do filme e ano | País de origem | Elenco principal                                                 |
| ------------------- | --------------------- | -------------- | ---------------------------------------------------------------- |
| 16 de julho de 1974 | Rebecca (1940)        | Estados Unidos | Laurence Olivier, Joan Fontaine, George Sanders, Judith Anderson |